# Edgar Bainton
Edgar Leslie Bainton (født 14. februar 1880 i London, England - død 8. december 1956 i Sydney, Australien) var en engelsk komponist.
Bainton studerede komposition hos Charles Villiers Stanford.
Han har komponeret fire symfonier, orkesterværker, kammermusik, men er nok bedst kendt for sine religiøse sange og korværker til kirken.
Han tog til Australien i 1933, hvor han slog sig ned, og blev rektor på New South Wales State Conservatorium of Music.

## Udvalgte værker
- Symfoni "En fantasi om liv og fremgang"  (1903) (tabt) - for orkester
- Symfoni nr. 1 "Før solopgang" (1907) - for kontraalt, kor og orkester
- Symfoni nr. 2 (1939-1940) - for orkester
- Symfoni nr. 3 (1956) - for orkester
- Symfonisk digtning "Prometheus" (1909) - for orkester
- Symfonisk digtning "Pompeji" (1903) - for orkester
- Rapsodi "Epirhalamion" (1929) - for orkester
- 2 strygekvartetter (1911, 1919)
- "Mignons Requiem"  (tekst af Goethe) (1904) - for drengekor, kor og orkester